# ZU-23-2MR Wróbel II
ZU-23-2MR Wróbel II – morski zestaw rakietowo-artyleryjski, składający się z podwójnie sprzężonej uniwersalnej armaty kalibru 23 mm i dwóch wyrzutni pocisków przeciwlotniczych bliskiego zasięgu Strzała 2M, opracowany w Polsce i używany na polskich okrętach od lat 90. XX wieku. Stanowi rozwinięcie armaty morskiej ZU-23-2M Wróbel. Zestaw jest współprodukowany w Zakładach Mechanicznych w Tarnowie i WITU w Zielonce. Armata przeznaczona jest do zwalczania lekko opancerzonych celów nawodnych, celów powietrznych manewrujących i pozostających w zawisie oraz zwalczania lekko opancerzonych celów brzegowych. Innym oznaczeniem armaty jest Wróbel-2MR lub 23-2PAMR (Przeciwlotnicza Armata Morska z Rakietami).

## Historia
Zestaw opracowano w połowie lat 80. XX wieku, na bazie armaty morskiej ZU-23-2M Wróbel, będącej zaadaptowaną w Polsce do celów morskich armatą holowaną ZU-23-2. Powstała ona na bazie radzieckiej armaty ZU-14 przyjętej tam na uzbrojenie w 1955 roku (projekt z 1950 roku).

Z jednej strony nowa armata była ulepszeniem ZU-23-2M, z lepszym chłodzeniem luf i większym zapasem amunicji, a z drugiej strony stanowiła morską wersję opracowanego wówczas dla wojsk lądowych zestawu artyleryjsko-rakietowego ZUR-23-2S Jod, wyposażonego w pociski rakietowe Strzała-2M i lepszy celownik tachometryczny. Rozwój armaty był prowadzony w Ośrodku Badawczo-Rozwojowym Sprzętu Mechanicznego w Tarnowie, a celownika GP-02MR – w WITU. W 1986 roku model zestawu z nowym celownikiem był testowany na trałowcu projektu 207, po czym przystąpiono do budowy prototypów. Pierwsze strzelania morskie prototypowych zestawów miały miejsce we wrześniu 1988 na trałowcu ORP „Jastrząb”. Pierwsze cztery zestawy zamontowano jako etatowe uzbrojenie na okręcie transportowym ORP „Lublin” w 1989, po czym dokonano wyboru najlepszych z testowanych rozwiązań i zestaw następnie wszedł do produkcji. Początkowo zestawy Wróbel-II były dostarczane z opóźnieniem i na części okrętów stosowano wciąż starszy ZU-23-2M Wróbel. Ponadto, początkowo zestawy zamawiane były bez nowo opracowanego celownika, posiadając jedynie standardowe celowniki pierścieniowe. Dopiero od 1996 zaczęto je zastępować celownikiem tachometrycznym GP-02MR.
W stosunku do poprzedniej wersji, oprócz wprowadzenia pocisków rakietowych, zastosowano m.in. chłodzenie wodne luf i czterokrotnie powiększono ilość amunicji, do 200 na lufę. Amunicja znajduje się w dużych zewnętrznych skrzynkach z przodu wieży armaty, po obu stronach luf. Górna część wieży, mieszczącej stanowisko operatora, wykonana jest z przezroczystego tworzywa sztucznego, przy czym kształt osłony różni się nieco od ZU-23-2M. Podobnie, jak w poprzedniej wersji, napędy kierunku i podniesienia są hydrauliczne (pod koniec I dekady XXI w. opracowano prototyp wersji ZU-23-2MRE z napędami elektrycznymi, przystosowanymi do współpracy z systemem kierowania ogniem). W 2001 roku zmodyfikowano system chłodzenia luf. Słabością zestawu są pociski Strzała-2M, które nie są już obecnie skutecznym środkiem walki, a najskuteczniejsze są, z uwagi na metodę samonaprowadzania na podczerwień, strzelając do celu już oddalającego się po ewentualnym ataku.
Pomimo wycofania z eksploatacji pocisków Strzała, zestawu nie zintegrowano z nowszymi pociskami Grom.

## Zastosowanie
Okręty polskiej Marynarki Wojennej (lista może ulec zmianie; podana jest liczba zestawów na jeden okręt):
- 5 okrętów transportowo-minowych proj. 767 (po 4 zestawy)
- 4 trałowce bazowe projektu 207M (po 1 zestawie)
- 3 niszczyciele min projektu 206FM (po 1 zestawie)
- 1 okręt wsparcia logistycznego proj. 130Z/890 ORP „Kontradmirał Xawery Czernicki” (1 zestaw)
- 1 niszczyciel min ORP „Kormoran” (po 1 zestawie, bez pocisków Strzała-2M)[3]

Okręty innych państw:
- Łotwa: 1 trałowiec projektu 89.200 Kondor-II: M-02 „Imanta” (1 zestaw, od 1994)[4][5][a]
- Jemen: 1 okręt desantowy proj. NS-722 „Bilqis” (1 zestaw)[b]
- Jemen: 3 kutry desantowe proj. NS-717 „Saba”, „Dhaffar”, „Thamoud” (1 zestaw)[c]

### Dane
- Liczba luf: 2 (2 armaty 2A14)
- Chłodzenie: w obiegu zamkniętym cieczą chłodzącą
- Zasilanie automatów: obustronne
- Pojemność magazynów: 200 szt. w taśmie na automat
- Celownik tachometryczny GP-02MR